# Havnen i Hanstholm
Havnen i Hanstholm er en dansk dokumentarfilm fra 1970, der erinstrueret af Flemming la Cour.

## Handling
De vigtigste tekniske processer og metoder i byggeriet af Hanstholm Havn.